# Henri Lehmann

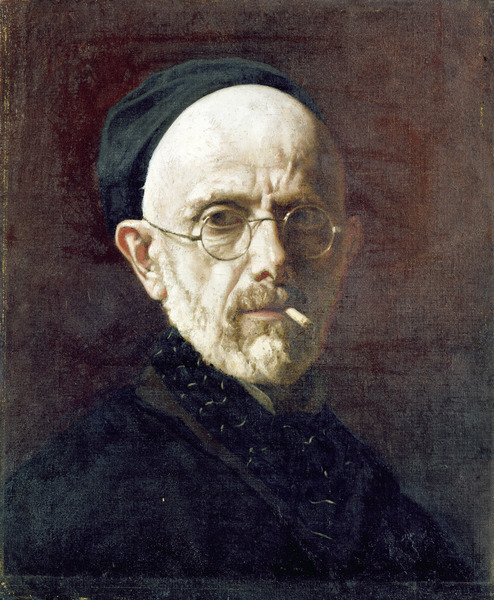
Henri Lehmann (Hamburger Kunsthalle)

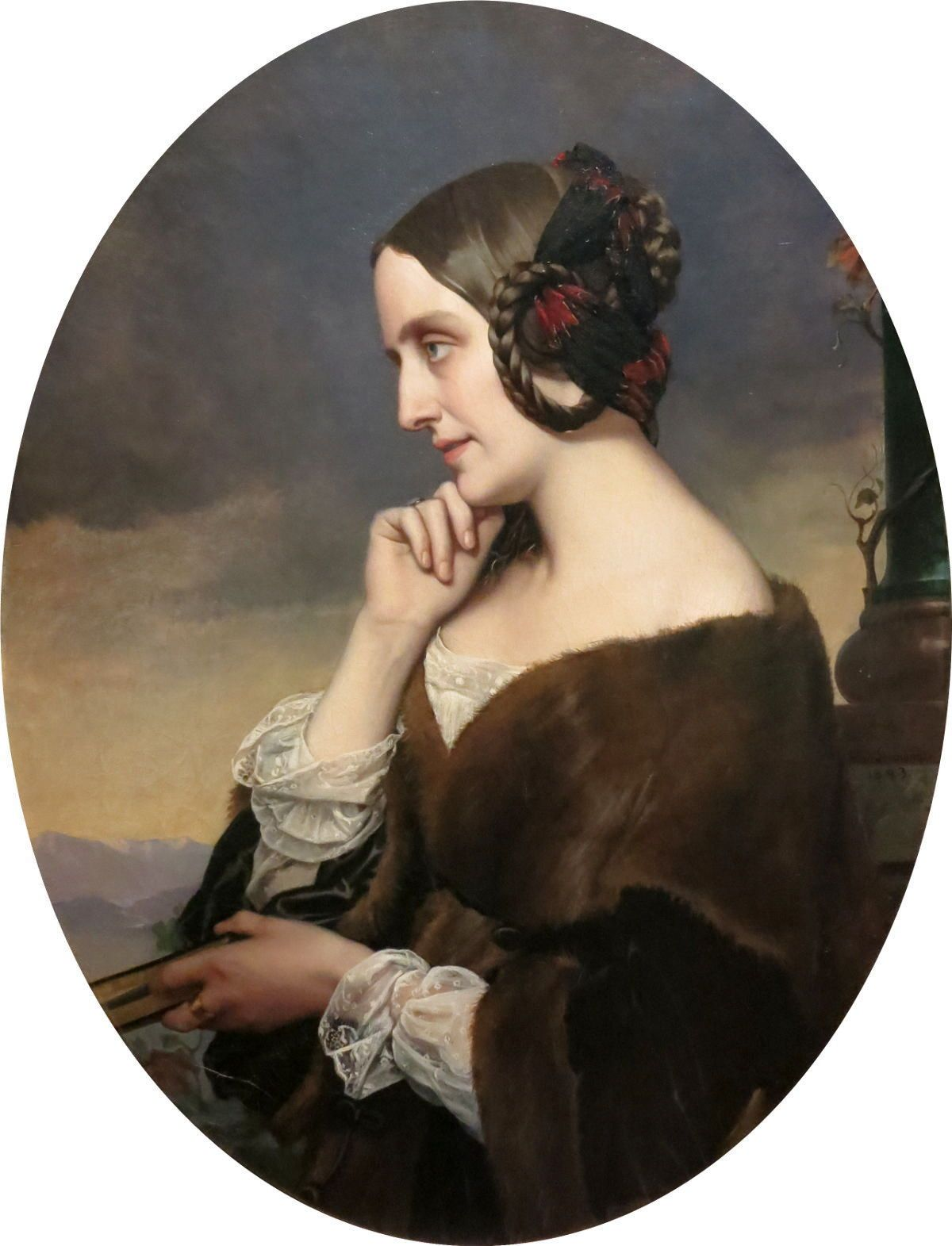
Marie d'Agoult, 1843.

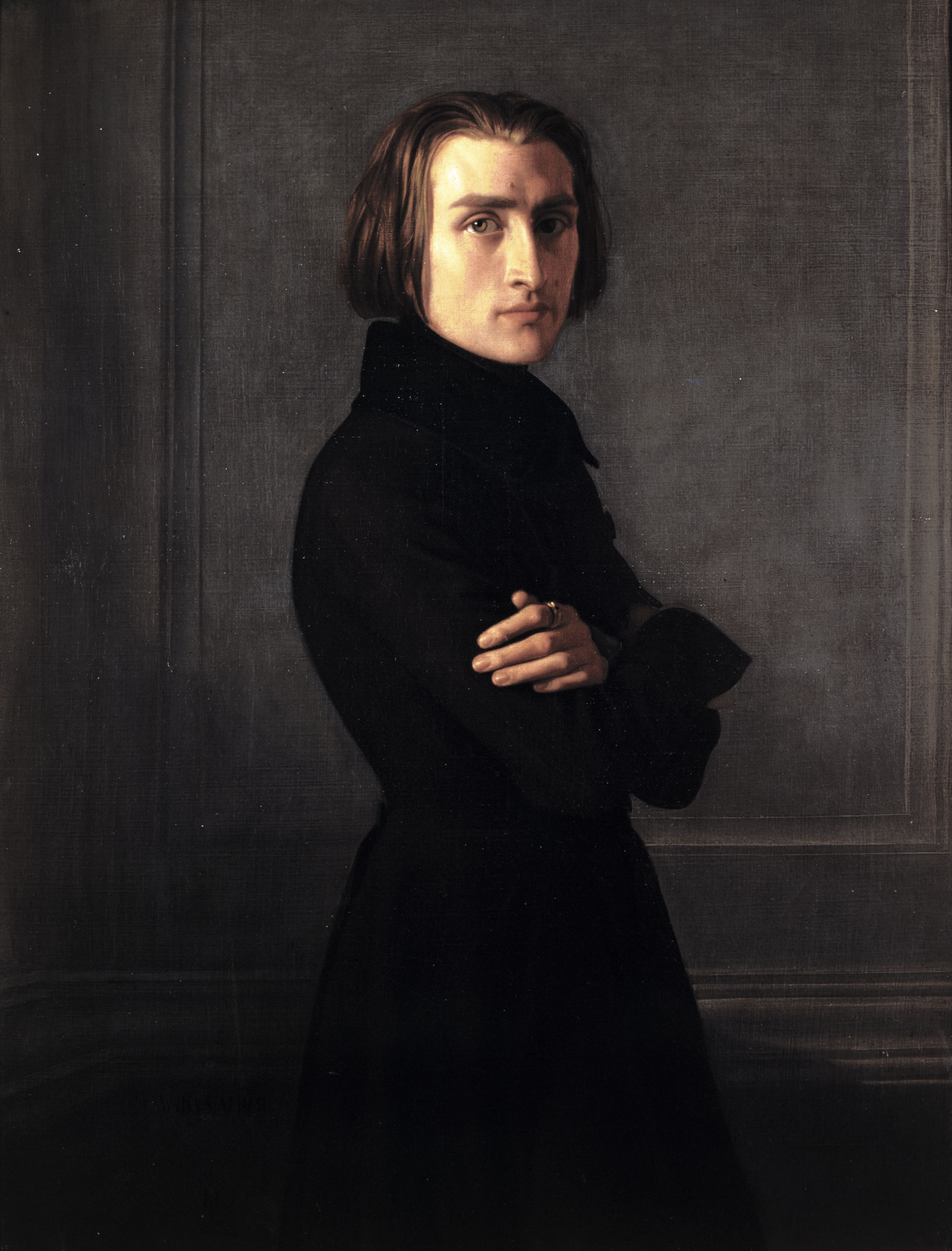
Ritratto di Franz Liszt, 1839

Henri Lehmann (Kiel, 14 aprile 1814 – Parigi, 30 marzo 1882) è stato un pittore e ritrattista tedesco naturalizzato francese.

## Biografia
Nacque a Kiel in Germania. Ricevette la prima formazione artistica da suo padre Leo Lehmann (1782-1859) e da altri pittori di Amburgo . Nel 1831, all'età di 17 anni, si recò a Parigi per studiare arte con Jean Auguste Dominique Ingres, divenendo uno dei suoi allievi più promettenti e ne fu stretto collaboratore per molti anni. La sua prima mostra fu al Salon nel 1835 presso il quale vinse una medaglia di seconda classe. In seguito espose regolarmente al Salon, vincendo medaglie di prima classe nel 1840, 1848 e 1855.
Lehmann visse a Roma tra il 1838 e il '41, continuando la propria formazione artistica con Ingres (che era allora direttore della Académie de France à Rome), e collaborando con lui su alcune opere - tra le quali il dipinto Luigi Cherubini e la musa della poesia lirica. A Roma Lehmann strinse amicizia con Franz Liszt e la sua amante, la scrittrice Marie d'Agoult; con loro intrattenne una fitta corrispondenza epistolare per molti anni e di loro fece molti ritratti. 
Si stabilì definitivamente a Parigi nel 1842. Gli furono affidate numerose commissioni per opere pubbliche su larga scala, come all'Hôtel de Ville (Parigi), alla Chiesa di Sainte-Clotilde, nel Palazzo del Lussemburgo, nel Palazzo di Giustizia, e la Chapelle des aveugles Jeunes nella Chiesa di Saint-Merri in Rue Saint-Martin. Ha continuato a dipingere ritratti di personaggi noti e illustri del tempo tra cui Charles Gounod, Victor Cousin, Liszt , Fryderyk Chopin, Stendhal, la principessa Cristina Trivulzio di Belgiojoso e molti altri.
Nel 1846 Lehmann ricevette la Legione d'Onore e nel 1847 divenne cittadino francese, aprendo il suo studio in quello stesso anno. Nel 1861 divenne docente presso la famosa École des Beaux-Arts. Ha fondato il Premio Lehmann al fine di riconoscere l'eccellenza accademica nell'arte. Nel 1864 fu eletto membro dell'Institut de France.
Morì a Parigi nel 1882. Suo fratello Rudolf Lehmann fu anch'egli un noto ritrattista.

## Opere

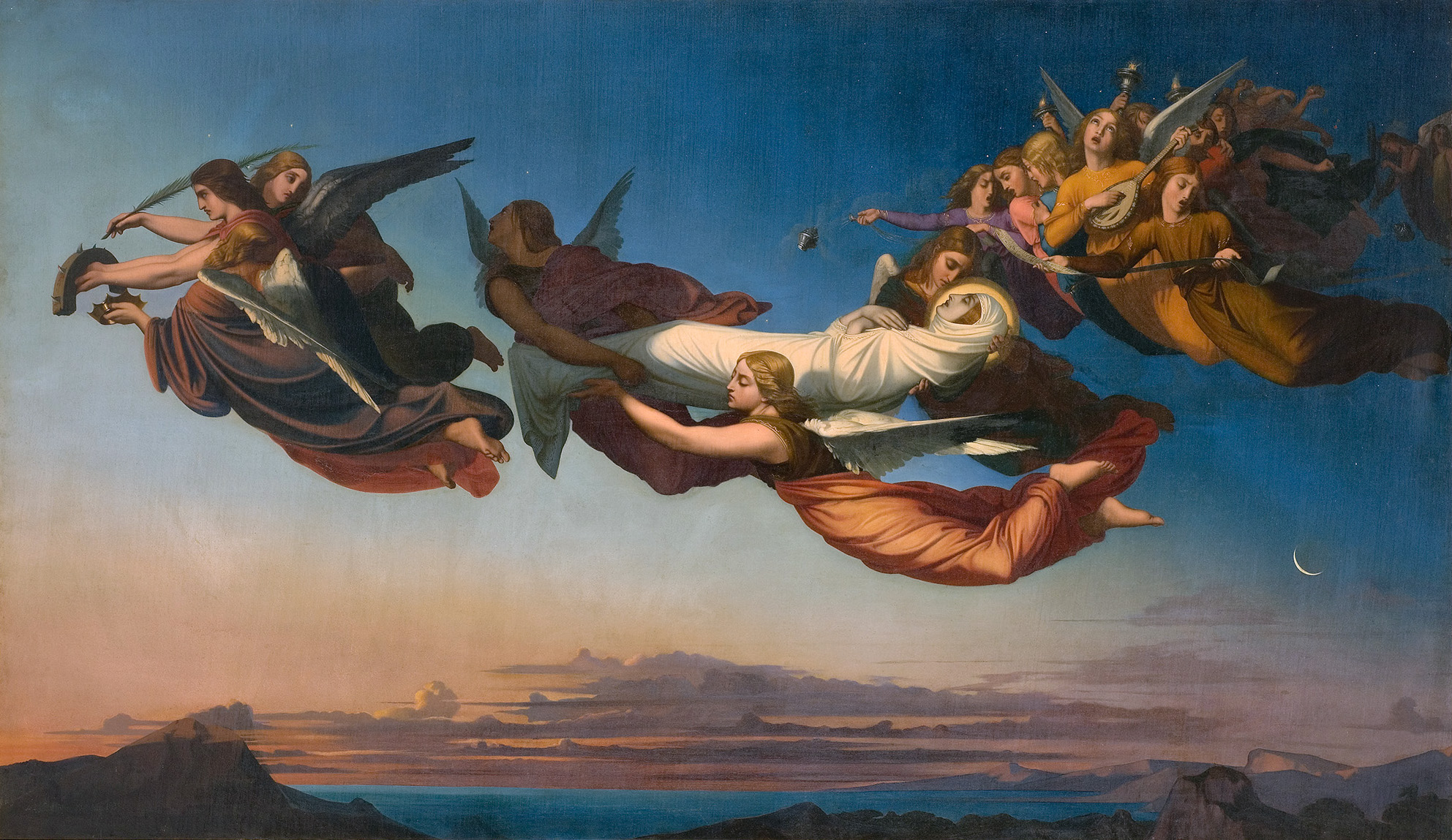
Santa Caterina d' Alessandria, 1839

L'opera di Lehmann abbraccia molti generi: oltre che ritratti troviamo opere di argomento religioso, storico, mitologico, allegorico e di genere . Egli trasse ispirazione dalla mitologia classica, da Shakespeare e scrittori contemporanei. Tra le sue opere si possono ricordare La figlia di Jefte (1836), Il dolore delle Oceanidi (1850), Prometeo, Il Sogno di Erigone, L'Adorazione dei Magi e dei pastori (1855, Museo di Reims), Il matrimonio di Tobia (1866) i dipinti murali comprendono quelli nelle cappelle della Chiesa di Saint-Merri, sul soffitto della Sala Grande del Palazzo di Giustizia, e nella Sala del Trono del Palazzo del Lussemburgo. 
Un suo autoritratto è conservato alla Galleria degli Uffizi a Firenze.

## Allievi di Lehmann
- Edmond Aman-Jean
- Julien Dupré
- Alphonse Osbert
- Camille Pissarro
- Alexandre Séon
- Georges Seurat